# Unión de Mujeres Socialistas de Corea
La Unión de Mujeres Socialistas de Corea (UMSC) (en coreano: 조선사회주의녀성동맹; tl. Chosŏn Sahoe Chuŭi Nyŏsŏng Tongmaeng)  anteriormente llamada Unión de Mujeres Democráticas de Corea (UMDC; en coreano: 조선민주녀성동맹; tl. Chosŏn Minju Nyŏsŏng Tongmaeng) es una organización de masas de mujeres en Corea del Norte. Fundada en 1945 como la Unión de Mujeres Democráticas de Corea del Norte, es la organización de masas más antigua y una de las más importantes del país. La unión tiene comités en todos los niveles de las divisiones administrativas de Corea del Norte, desde ri (pueblo) hasta las provincias.
La membresía se restringe a aquellas mujeres que no son miembros de ninguna otra organización de masas. Como resultado, las miembros de la unión efectivamente son mujeres que no trabajan fuera del hogar. La unión representa nominalmente a estas mujeres, pero en realidad se utiliza para la implementación de políticas gubernamentales. La unión ha tenido un papel importante en el logro de la igualdad de género y el aumento de la participación política de las mujeres en Corea del Norte. En sus primeros días después de su fundación en 1945, la unión tenía más de un millón de miembros, en comparación con su membresía actual de alrededor de 200.000 a 250.000. Su influencia se ha reducido desde las reformas económicas de principios de la década de 2000.
El cargo de presidenta suele conferirse a la mujer más poderosa de Corea del Norte. Las presidentas anteriores incluyen a Kim Sung-ae, la esposa del exlíder del país, Kim Il-sung. La presidenta actual es Jeon Hyang-soon.
La unión tiene una editorial que publica una revista mensual llamada Mujer de Corea.

## Historia
La rama de Corea del Norte de la Unión, la Liga de Mujeres Democráticas de Corea del Norte, 3 fue establecida el 18 de noviembre de 1945 como parte de un esfuerzo del buró norcoreano del Partido Comunista de Corea para inscribir a tantas personas como fuera posible como miembros comunistas. organizaciones de masas controladas en la parte norte de la península coreana. Fue la primera organización de masas fundada con un segmento particular de la sociedad en mente. Su tarea inicial fue reunir bajo su control a las organizaciones regionales de mujeres formadas espontáneamente. La unión celebró su primer congreso el 10 de mayo de 1946. En ese momento, tenía 800.000 miembros en filiales de 12 ciudades, 89 condados y 616 municipios. A fines de 1946, casi una de cada cinco mujeres del país eran miembros de la organización, ya que la membresía había aumentado a 1.030.000.
En sus inicios, la unión trabajó para promulgar leyes relativas a la igualdad de los sexos, así como para llevar a las mujeres a la política. Cuando se acercaban las elecciones locales de Corea del Norte de 1946, las primeras elecciones democráticas en el país, muchos hombres se opusieron a que las mujeres se postularan para el Comité Popular. En respuesta, Kim Il-sung realzó el papel de la unión. Algunos de los objetivos políticos de la organización tenían que ver con apoyar a los comunistas en lugar de centrarse específicamente en los problemas de las mujeres. La plataforma de la unión consistió en apoyar al Comité Popular Provisional de Corea del Norte y a Kim Il-sung para el liderazgo del país, además de oponerse al "fascismo", los "traidores", las costumbres feudales y la superstición. Nominalmente, la unión representaba a toda la península pero en realidad tenía poca relación con las mujeres del sur.
En 1947, la unión tenía 1,5 millones de miembros. La gran mayoría de ellas, un 73 por ciento, eran campesinas, mientras que el 5,3 por ciento eran trabajadoras, el 0,97 por ciento eran intelectuales y el 20 por ciento restante incluía a todas las demás, como amas de casa.
Las ramas Norte y Sur se fusionaron el 20 de abril de 1951. La historia oficial de Corea del Norte fechan los orígenes de la organización actual en diciembre de 1926 o enero de 1951, aunque ambos relatos están en disputa. Más recientemente, la unión logró aumentar el número de mujeres en trabajos de manufactura. Las reformas económicas de principios de la década de 2000, que permitieron a las personas buscar ganancias, debilitaron el alcance ideológico de la unión, cuya membresía de amas de casa ahora estaba ocupada en el mercado. A pesar de ello, sigue siendo una de las organizaciones de masas más importantes del país.
En el Sexto Congreso de la unión los días 17 y 18 de noviembre de 2016, se cambió el nombre a Unión de Mujeres Socialistas de Corea.

## Organización
La afiliación está reservada para quienes no son miembros del Partido del Trabajo de Corea ni de ninguna otra organización de masas, como es el caso de las mujeres que no trabajan fuera de casa. Esta característica de la unión la hace única en el mundo. Esta práctica fue adoptada en la década de 1960. Al principio, la membresía estaba reservada para mujeres entre 18 y 61 años. Hoy en día, las mujeres entre 31 y 60 años son elegibles para ser miembro, aunque si una mujer se casa y se convierte en ama de casa, ella es elegible independientemente de la edad. Últimamente, incluso las jubiladas se han visto obligadas a participar en sus actividades. Oficialmente, la unión representa a mujeres que no son miembros de ninguna otra organización de masas, pero en realidad se utiliza para transmitir decisiones tomadas por el gobierno de Corea del Norte y para la movilización política.
Hay un comité afiliado a la unión para cada división administrativa de Corea del Norte, desde el nivel de ri (pueblo) hasta el de provincia. 10  La unión tiene entre 200.000 y 250.000 miembros. Bajo el sistema de trabajo Taean, hay un representante sindical bajo el secretario general del lugar de trabajo, quien a su vez es responsable ante el comité local del partido en el lugar de trabajo.
El Comité Central de la unión celebra sesiones plenarias dos veces al año. 10 La organización fue miembro del Frente Democrático para la Reunificación de la Patria.
La unión dirige una editorial, Chosǒn Yǒsǒngsa, que desde septiembre de 1946 publica su órgano Mujer de Corea. Comenzó a aparecer regularmente en 1947 y se publicó mensualmente hasta 1982 cuando la publicación pasó a ser bimensual.

## Presidentas
El cargo de presidenta de la unión tradicionalmente se ha conferido a la mujer más poderosa de Corea del Norte:
- Pak Chong-ae (朴正愛): 1945 ~1965 (esposa de Kim Yong-beom)
- Kim Ok-soon (金玉順): 1965 ~ 1971 (esposa de Choi Kwang)
- Kim Song-ae (金聖愛): 1971 – 1998 (esposa de Kim Il-sung)
- Cheon Yeon-og (千延玉): ¿1998 a 2000?
- Park Soon-hee: 2000 ~ marzo de 2008
- Lo Seongsil: marzo de 2008 ~ febrero de 2014[3]
- Kim Jeong-soon: febrero de 2014 ~ febrero de 2017
- Jang Chun-sil: febrero de 2017 ~ junio de 2021
- Kim Jeong-soon: junio de 2021 ~ junio de 2024
- Jeon Hyang-soon: julio de 2024-presente

### Obras citadas
- Armstrong, Charles K. (2013).  Cornell University Press, ed. The North Korean Revolution, 1945–1950. Ithaca. ISBN 978-0-8014-6879-7.
- Hoare, James E. (2012).  Scarecrow Press, ed. Historical Dictionary of Democratic People's Republic of Korea. Lanham. ISBN 978-0-8108-7987-4.
- Kim, Suzy (2010). «Revolutionary Mothers: Women in the North Korean Revolution, 1945–1950». Comparative Studies in Society and History 52 (4 edición). pp. 742-767. doi:10.1017/S0010417510000459. Parámetro desconocido |accesodoi= ignorado (ayuda);
- Institute for Unification Education, ed. (2015). Understanding North Korea 2014. Seúl. OCLC 829395170.
- Yonhap (2002).  M.E. Sharpe, ed. North Korea Handbook. Seúl. ISBN 978-0-7656-3523-5.

## Lectura adicional
- Kim, Suzy (2016).  Cornell University Press, ed. Everyday Life in the North Korean Revolution, 1945–1950. Ithaca. ISBN 978-1-5017-0568-7.
- Kim Il-sung (1971).  Foreign Languages Publishing House (North Korea), ed. On the Work of the Women's Union. Pionyang. OCLC 466916.
- Kim Il-sung (1980) [1946]. «On the Future Tasks of the Women's Union».  En Foreign Languages Publishing House (North Korea), ed. Kim Il Sung: Works 2. Pionyang. pp. 187-199. OCLC 827642144.
- Kim Il-sung (1980) [1947]. «On Strengthening Guidance to the Women's Union».  En Foreign Languages Publishing House (North Korea), ed. Kim Il Sung: Works 3. Pionyang. pp. 423-429. OCLC 827642144.
- Kim Il-sung (1981) [1951]. «Supporting the Front is an Important Duty of the Members of the Women's Union».  En Foreign Languages Publishing House (North Korea), ed. Kim Il Sung: Works 6. Pionyang. pp. 377-383. OCLC 827642144.
- Kim Jong Un (2017).  Foreign Languages Publishing House (North Korea), ed. Let Us Further Intensify the Work of the Women's Union Under the Banner of Modelling the Whole Society on Kimilsungism-Kimjonilisim. Pionyang.
- «Women of Korea». 1987. OCLC 2187132. Parámetro desconocido |mode= ignorado (ayuda);